# Хилбертови проблеми
Хилбертовите проблеми ca 23 нерешени от математиците проблема, представeни от Давид Хилберт по време на втория математически конгрес, проведен в Париж през 1900 г. Според него те ще определят целите на математиците през ХХ век.
Първият Хилбертов проблем се отнася до хипотезата за континуума на Кантор. През 1940 г. Курт Гьодел доказва, че хипотезата не може да бъде опровергана в рамките на теорията на множествата на Цермело-Френкел, дори ако се приеме аксиомата за избора. През 1963 г. Пол Коен доказва, че хипотезата не може и да бъде доказана на базата на същата аксиоматика. И двамата предполагат, че аксиоматиката на Цермело-Френкел е вътрешно непротиворечива.
В таблицата са представени проблемите и тяхното състояние за момента – решеност, нерешеност, полу- или частична решеност.

## Таблица на 23-те проблема
23-те проблема на Хилберт са:
| Проблем | Кратко обяснение | Състояние |
| ------- | --- | --- |
| 1-ви    | Хипотезата за континуума (тоест няма множество, по-мощно от множеството на целите числа и по-малко мощно от множеството на реалните числа)                                                                   | Гьодел доказва (1939), че ако аксиоматичната система на Цермело – Френкел е непротиворечива, то тя не може да опровергае хипотезата за континуума. Коен доказва (1969), че при същите предположения хипотезата не може да бъде доказана, т.е. че в най-широко използваната теория на множествата проблемът е нерешим. През последните две десетилетия се води дискусия за това дали хипотезата може да бъде доказана, или опровергана в рамките на друга теория на множествата. Водещият специалист в тази област Уилиам Удин работи върху формулирането на по-съвършена аксиоматична система от тази на Цермело – Френкел, която ще може да опровергае хипотезата за континуума. Неговият колега Джон Стийлс смята, че начинанието е безсмислено и обречено на неуспех.                                                                                                  |
| 2-ри    | Да се докаже непротоворечивостта на Пеановата аритметика. | Проблемът е нерешим така, както е поставен от Хилберт, т.е. в рамките на Хилбертовата програма, която допуска използването на трансфинитна индукция само до {\displaystyle \omega } (първото безкрайно ординално число). Нерешимостта е следствие от теоремата на Гьодел за непълнотата. Генцен успява обаче да покаже (1936) непротиворечивостта на Пеановата аритметика в по-малко строга метаматическа програма с височина на индукционните изводи до {\displaystyle \epsilon _{0}} (най-малкото ординално число, непредставимо като аритметичен израз от по-малки ординални числа). Доказано е, че този резултат не може да бъде подобрен. Тъй като използването на ординални числа, по-малки от {\displaystyle \epsilon _{0}}, е незначително отклонение от Хилбертовата програма, което не крие рискове, доказателството на Генцен се счита за решение на проблема. |
| 3-ти    | Може ли да се докаже, че два тетраедъра имат един и същ обем? (при определени допускания) | Решен. Резултат: не, виж Инварианта на Ден |
| 4-ти    | Да се построят всички метрики, където правите линии са геодезични криви. | Неясно формулиран Според Rowe & Gray четвъртият проблем не е твърде добре дефиниран, за да бъде определено дали е решен или не. |
| 5-и     | Дали всички непрекъснати групи автоматично са групи на Ли? | Решен (1950, отговор положителен). |
| 6-и     | Пълна аксиоматизация на физиката. | Нерешен. Нематематически |
| 7-и     | Дали a b е трансцендентно, за всяко алгебрично число a ≠ 0,1 и ирационално алгебрично b ? | Решен. Резултат: да, виж Теорема на Гелфонд-Шнайдер |
| 8-и     | Римановата хипотеза („Реалната част на всяка кратна нула на Римановата дзета-функция е равна на ½“.) и Хипотезата на Голдбах (всяко четно, по-голямо от 2, може да бъде записано като сбор от прости числа). | Открит |
| 9-и     | Да се докаже най-общият закон за взаимност във всяко алгебрично числово поле. | Частично решен |
| 10-и    | Определяне решимостта на диофантовите уравнения. | Решен. Резултат: не. От теоремата на Матиясевич следва, че това е невъзможно. |
| 11-и    | Решаване на квадратични форми с алгебрични числови коефициенти. | Частично решен |
| 12-и    | Разширяване на теоремата на Кронекер за абелови полета за рационални числа над произволно числово поле. | Открит |
| 13-и    | Решаване на всички уравнения от седма степен с помощта на функции на две променливи. | Решен |
| 14-и    | Доказателство за крайност за напълно определена система от функции. | Решен. Резултат: не, най-общо с контрапримери |
| 15-и    | Строго обосноваване на изчислителното смятане на Шуберт. | Частично решен |
| 16-и    | Топология на реалните алгебрични криви и гранични цикли на полиномиални диференциални уравнения в равнината.                                                                                                 | Открит |
| 17-и    | Представяне на дефинитни рационални функции като частно на суми от квадрати. | Решен. Резултат: An upper limit was established for the number of square terms necessary |
| 18-и    | Нерегулярно запълване на пространството с конгруентни многостени. Кое е най-плътното опаковане на кълбото?                                                                                                   | Решен |
| 19-и    | Решенията на регулярната задача на Лагранж винаги ли са аналитични? | Решен. Резултат: да |
| 20-и    | Общата задача за граничните условия винаги ли има решения? | Решен. Успешните изследвания през 20 век достигат кулминация при решаването на нелинейния случай. |
| 21-ви   | Доказателство за съществуване на линейни диференциални уравнения с дадена монодромна група. | Решен. Резултат: Да или не, зависи от по-точните формулировки на проблема |
| 22-ри   | Униформизиране на аналитичните зависимости с помощта на автоморфни функции. | Решен |
| 23-ти   | Развитие на методите на вариационното смятане. | Решен |